# Province de Bua
La province de Bua est une des quatorze provinces des Fidji, situé à l'ouest de l'île septentrionale de Vanua Levu, elle fait partie des trois provinces du nord et couvre une superficie de 1 379 km2. Avec 15 466 habitants, elle fait partie des quatre provinces les moins peuplées.
Le centre administratif est le village de Nabouwalu dans le district de Vuya. La province est divisée en 9 districts avec un total de 54 villages. Les neuf districts sont : Bua, Lekutu, Navakasiga, Dama, Vuya, Solevu, Nadi, Wainunu et Kubulau.

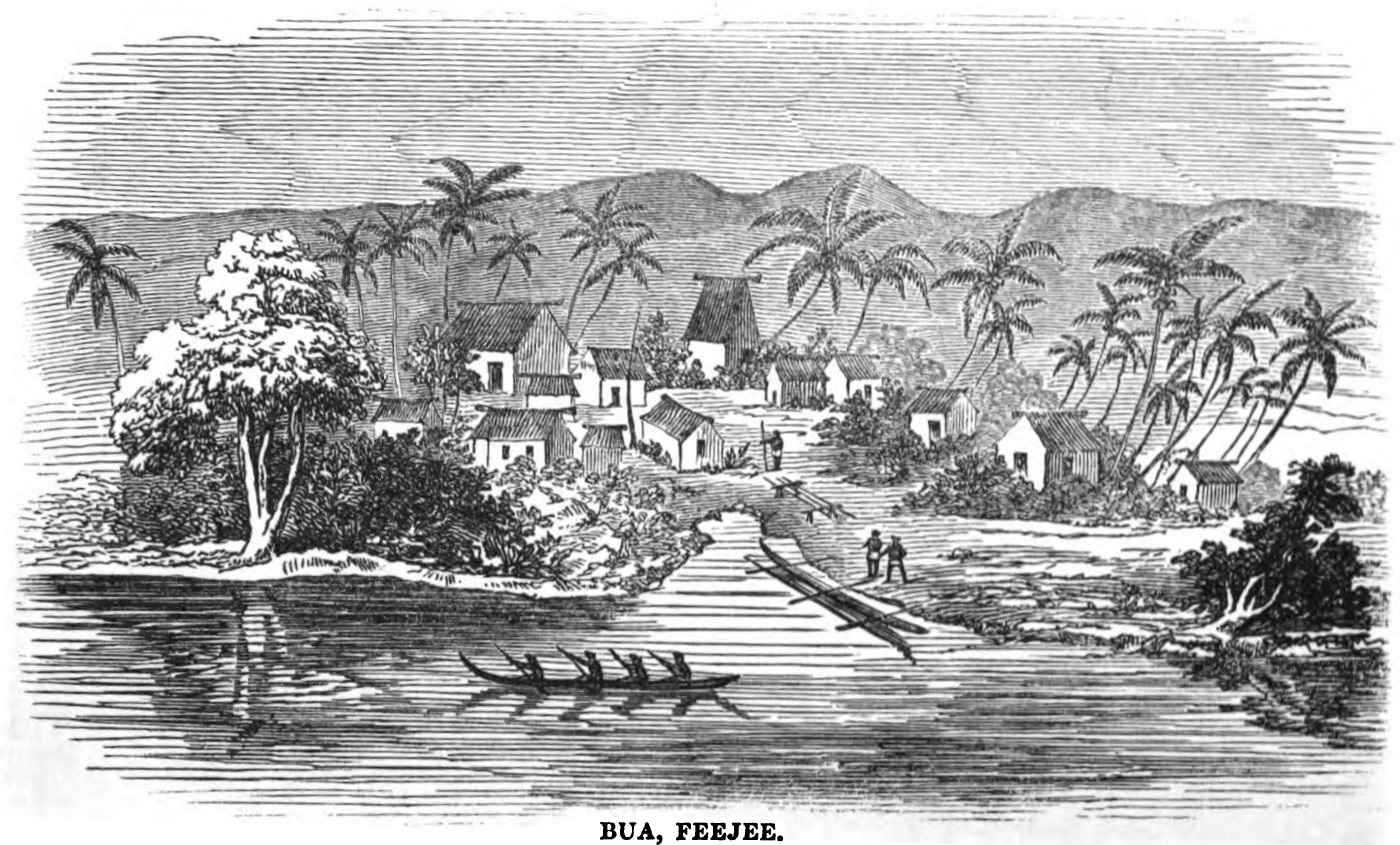
Bua, îles Fidji (juin 1851)